# Heterachthes wappesi
Heterachthes wappesi là một loài bọ cánh cứng trong họ Cerambycidae.